# Einar Arnaldur Melax
Einar Arnaldur Melax (Reikiavik, 12 de mayo de 1962) es un compositor, músico islandés, teclista de varios grupos islandeses y constructor de instrumentos de música clásica y para el procesamiento de sonido.

## Biografía
El trabajo artístico de Melax comenzó con el grupo neosurrealista Medúsa, junto a Þór Eldon Jonson, Jóhamar, Matthías Magnússon, Ólafur Jóhann Engilbertsson, Sigurjón Birgir Sigurðsson —también conocido como Sjón— realizando presentaciones de poesía y artes visuales. Más tarde participó el grupo experimental Fan Houtens Kókó que editó dos casetes: Musique Elementaire en 1981, y Mister K en 1982.
Para 1983 Melax publica Lubbi Litabók, un libro para colorear que fue publicado a través de Medúsa. También en 1983 el grupo se desintegró y el mismo año, Einar Melax fue invitado por un DJ de una estación de radio decidió reunir a los artistas de vanguardia del momento para su despedida, entre ellos también se encontraban, Þór Eldon, Einar Örn Benediktsson —de Purrkur Pillnikk—, Björk de Tappi Tíkarrass, Guðlaugur Kristinn Óttarsson, Sigtryggur Baldursson —ambos de Þeyr— y finalmente Birgir Mogensen —de Með Noktum—. Después de componer y ensayar por dos semanas se presentaron con el nombre de KUKL —«Hechicero», en islandés—. Aunque el estilo de KUKL era de un tipo de rock gótico oscuro con el estilo de Killing Joke y referencias vanguardistas del afterpunk de The Fall, fue definido más tarde por Björk como «jazz punk hardcore existencial».
Mientras hacían una gira en Islandia se presentaron con Crass, y posteriormente visitaron el Reino Unido en una serie de presentaciones con Flux of Pinks Indians. KUKL produjo The Eye en 1984. Mientras tanto, Melax publica su segundo libro, titulado Lautinant Tómas Trélitabók a través de su grupo Medúsa y se dedica a trabajar en la música de varias producciones teatrales de estudiantes y participa en otra banda integrada por Björk, Þór Eldon, y el músico y poeta Sjón bajo el nombre de Rokka Rokka Drum. El grupo se disuelve sin producir ningún lanzamiento a pesar de haber grabado una demo cuyo contenido es desconocido y se cree perdido desde 1986.
En 1985 publica Sexblaðasóley (Misþyrmt af Kú), el último libro en salir a través de Medúsa.
A The Eye le siguió Holidays in Europe (The Naughty Nought) en 1986 que, como el disco anterior, fue lanzado a través de Crass Records. Para ese momento, el guitarrista Þór Eldon había estado saliendo con Björk, quien estaba embarazada, por lo que KUKL se convirtió en una tarea muy intensa. La banda se separa y en el verano boreal de 1986 varios miembros de la banda, incluido Melax, dieron lugar a la formación de The Sugarcubes.
El 8 de junio de 1986 Björk dio a luz a Sindri Eldon Þórsson —quien luego empezaría como bajista del grupo Desidia—, fecha que también es citada como el nacimiento oficial de Sykurmolarnir que finalmente sería traducida a su equivalente en inglés: The Sugarcubes [Los Cubos de Azúcar]. Para ese momento Einar Örn y Þór Eldon estaban al frente de una nueva organización llamada Smekkleysa u oficialmente conocida como Bad Taste, un sello discográfico contracultural que fomentaba el trabajo artístico de jóvenes islandeses. El estilo de música de los Sugarcubes tuvo un enfoque más comercial que en bandas anteriores, porque según Einar hacía falta dinero para costear los gastos. Bad Taste dio lugar a la formación de los Sugarcubes con Björk, Siggi Baldursson, Einar Örn y Einar Melax de KUKL, con Þór Eldon, Bragi Ólafsson y Friðrik Erlingsson; Einar Melax sería reemplazado más tarde por Margrét Örnólfsdóttir en teclados.
El primer sencillo de los Sugarcubes Amæli —Birthday, en su versión al inglés—, se convirtió en un gran éxito en Inglaterra. De esta manera ganaron una significativa popularidad en el Reino Unido y en los Estados Unidos y las ofertas de compañías discográficas empezaron a llegar. Seguidamente, la banda firmó con One Little Indian y grabaron su primer álbum, Life's Too Good en 1988, un álbum que los llevó a la fama mundial —la primera banda islandesa en lograr semejante éxito—. Después del álbum debut, Melax abandona el grupo y se dedica a otros proyectos. También en 1988 publicó su último trabajo: Óskiljanleg Kúla, el cual salió a través de la Smekkleysa (Bad Taste).
En 1989, Melax obtuvo la licenciatura en educación musical en el Conservatorio de Música de Reikiavik. También desde 1989 hasta 1991 se desempeñó como director de la escuela de música en Flateyri y durante el período 1991-1994 fue director de la escuela de música en Kirkjubæjarklaustur. Adicionalmente, compuso la banda sonora del film Dagsverk, un documental sobre el poeta y pintor Dagur Sigurðarson, cuya producción y dirección estuvo a cargo de Kári Schram. En 1993 compuso la música para un programa de televisión sobre el poeta islandés Jón úr Vör.
En 1993 se unió al poeta Þorri Jóh formando el grupo Exem y lanzaron un disco titulado Kjöttromman en 1995.
Desde 1994 hasta 1995 estudió en el Conservatorio de Música de Reikiavik donde se compenetró en la composición con Karólína Eiríksdóttir, el estudio de la teoría musical con Guðmundur Hafsteinsson y música computarizada con Thorsteinn Hauksson.
En 1996 compuso la banda sonora del film Draumadísir [Cazadores de Sueños], dirigido por Ásdís Thoroddsen, y protagonizado por Silja Hauksdóttir, Ragnheiður Axel, Baltasar Kormákur y Bergþora Aradóttir. La interpretación musical fue llevada a cabo por el grupo de música de cámara Caput.
Desde 1997 hasta 1998 fue director de la escuela de música en Lundur Öxarfjörður y a partir de entonces se ha dedicado a trabajar desde una ópera hasta un libreto de Dagur Sigurðarson, la recolección de sonidos naturales y medioambientales con un grabador DAT para el uso y procesamiento en un medioambiente digital.
Actualmente se dedica a la composición de música electrónica y a la construcción de instrumentos clásicos y otros instrumentos musicales para el procesamiento del sonido.

## Discografía

### Fan Houtens Kókó(1981-1982)
- 1981 - Musique Elementaire (Medúsa)
- 1982 - Mister K (Medúsa)

### Discografía deKUKL(1983-1986)

#### Sencillo
- 1983 - Söngull (Gramm)

#### Álbumes
- 1984 - The Eye (Crass Records)
- 1984 - KUKL á Paris 14.9.84 (V.I.S.A.)
- 1986 - Holidays in Europe (The Naughty Naught) (Crass Records)

#### Apariciones y colaboraciones
- 1987 - Geyser - Anthology of the Icelandic Independent Music Scene of the Eighties (Enigma Records)
- 2002 - Family Tree (One Little Indian), caja de CD de Björk.

#### Rokka Rokka Drum (1984)
- Única grabación: un demo - formato MC (casete) - contenido desconocido aparentemente perdido en 1986.

### The Elgar Sisters(1983-1986)
- No existen lanzamientos oficiales - Grabación de 11 canciones, pero solo tres fueron lanzadas durante la carrera solista de Björk. El trabajo de Einar Melax solamente quedó registrado en las canciones inéditas.

### Discografía conThe Sugarcubes

#### Álbumes
- 1988 - Life's Too Good (Elektra Records)

#### Singles
- 1986 - Einn Mol'á Mann (Smekkleysa), bajo el nombre Sykurmolarnir.

##### DeLife's Too Good
- 1987 - Birthday (Elektra Records)
- 1988 - Coldsweat (Elektra Records)
- 1988 - Deus (Elektra Records)
- 1988 - Motorcrash (Elektra Records)

#### Colaboraciones
- 1987 - Snarl 2 (Erðanumúsík), compilado islandés. Participación bajo el nombre de Sykurmolarnir.
- 1987 - Luftgítar (Smekkleysa), álbum de Johny Triumph.
- 1987 - Skytturnar (Gramm), banda sonora: ver Skytturnar (película).
- 1988 - One Little Indian - Greatest Hits Volume One (One Little Indian), grandes éxitos de la discográfica One Little Indian, volumen 1.

#### Otros lanzamientos
- 1988 - Sugarcubes Interview Disc (Baktabak)

### Colaboraciones y bandas sororas
- 1992 - Dagsverk (The Icelandic Film Fund)
- 1996 - Draumadísir (Gjola Film)
- 2005 - Dense Time (Pronil Holdings), álbum de Guðlaugur Kristinn Óttarsson.

### Discografía deEXEM
- 1995 - Kjöttromman (Bad Taste)

Apariciones:
- 1994 - Smekkleysa í Hálfa Öld (Smekkleysa), compilado de la discográfica Smekkleysa/Bad Taste.

### Discografía deInferno 5

#### Álbum
- 1996 - Angeli Daemoniaque Omnigena Imbecilli Sunt (???)

#### Apariciones
- 1993 - Núll & Nix (???)
- ??? - MELT - Scandinavian electro/industrial compilation (Cyberware Productions), compilado.

### Composiciones
- 1983 - “Sketches for Piano” - tributo a varios compositores: Bartok, Erik Satie, Messiaen y otros.
- 1985 - “String Travels” - cuarteto de cuerdas.
- 1987 - “Grandmother” - quinteto para dos violines, viola y dos trompas francesas.
- 1990 - “Introitus” - cuarteto para armonio, trompa, dos campanas de iglesia y un órgano de iglesia.
- 1994 - “On the 128th birthday of Eric Satie” - dúo para violín y fagot.
- Tribute to spring and Franz Liszt” - trío para clarinete, chello y piano.

- 1996 - “Poem” - trío para voz soprano, oboe y piano.